# 量子群
在數學物理中，量子群(quantum group)是一系列代數結構的通稱，是霍普夫代數之特例，可以看作q-量子化的李代數。雖其名中有一「群」字，但量子群不是群。量子群表示理論可產生杨-巴克斯特方程解；以此可以構造紐結的不變量。